# Pla de l'Horta
El Pla de l'Horta, és un jaciment arqueològic d'una vil·la residencial de l'època romana, està situat entre les comarques de l'Empordà, el Gironès i la Selva, seguint el curs del riu Ter.

## Història
A primera meitat del segle II a.C. aquest indret va guanyar encara més importància perquè va convertir-se en lloc de pas de la Via Augusta. A uns 300 metres d'aquesta via hi havia una vil·la romana: la vil·la de Pla d'Horta. Aquesta vil·la romana, situada al nord de la ciutat de Gerunda, contrasta amb la de Can Pau Birol, situada al sud-oest. La vil·la de Pla d'Horta va ser descoberta l'any 1970 i la seva fundació està datada en època baix-republicana, entre finals del segle II i principis del s.I a.C., coincidint gairebé amb la fundació de Gerunda i responent a la implantació d'un nou sistema d'explotació del camp (els fundi i les villae). La vil·la segueix el model constructiu de la majoria de domus romanes. No obstant això, la vil·la va ser modificada posteriorment en diverses ocasions, sempre per augmentar els espais i el luxe. Es conserven diferents fragments de mosaics trobats en el jaciment de la vil·la, que va abandonar-se al voltant del segle v.